# Euscorpius beroni
Euscorpius beroni je malý druh štíra, dorůstá délky asi 3 cm. Obývá horské oblasti severní Albánie ve výškách mezi 1400-2400 m n. m., někteří jedinci byli nalezeni i 2569 metrů vysoko. Má světle hnědý trup a hnědé nohy a pedipalpy. Před revizí rodu se řadil k druhu Euscorpius mingrelicus.